# Червоний готель (фільм, 2007)
«Червоний готель» (фр. L'auberge rouge) — французький художній фільм 2007 року, знятий режисером  Жераром Кравчиком. Фільм є ремейком французької комедії 1951 року режисера  Отан-Лара «Червоний готель», ідея зробити ремейк якого належить акторові Крістіану Клав'є: він дуже любив цей фільм в дитинстві. У 2005-му Клав'є написав сценарій і вирушив з ним до продюсера Крістіана Фешнера.

## Сюжет
На дикому перевалі в Піренеях стоїть богом забутий готель. Небагато мандрівників доходили до нього, і вже точно ніхто не повертався назад. Річ у тому, що похмурі господарі, щоб звести кінці з кінцями, змушували свого глухонімого сина вбивати постояльців і привласнювати їхнє добро. Якось до готелю потрапила група мандрівників, пасажирів зламаного диліжанса, серед яких виявилися монастирський абат із юним послушником. Господиня готелю вирішила сповідатися. Священник жахнувся, знаючи заздалегідь, що всіх постояльців скоро чекає жорстока смерть. Але й видати таємницю сповіді він теж не може. Жителів «Червоного готелю» чекає «веселенька» нічка, багата на неймовірні події.

## У головних ролях
| Актор                  | Роль                                   |
| ---------------------- | -------------------------------------- |
| Крістіан Клав'є        | господар готелю Чистий Мартен          |
| Жозіан Баласко         | господиня готелю Роз Мартен            |
| Фридерик Епо           | син власників готелю Вьюле Мартен      |
| Жульєт Ламболі         | дочка власників готелю Матильда Мартен |
| Жерар Жуньо            | священик Пере Карню                    |
| Жан-Батист Моньє       | служка Октав                           |
| Юрбен Кансельє         | граф Філіп                             |
| Енн Жирар              | дружина графа Марія-Аділь              |
| Сільві Жолі            | мати Філіпа Графиня                    |
| Франсуа-Ксав'є Демезон | кружевник Симон                        |
| Жан-Крістоф Буве       | нотаріус                               |
| Лоран Гамелон          | дроворуб                               |
| Олів'є Шолом           | кучер                                  |
| Ігор Скреблін          | дресирувальник ведмедя Циган           |

## Створення і випуск
Жерар Кравчик перед прем'єрою фільму відзначав, що апріорі, це не комедія. Своє творіння він позиціонував як забавну казку з невеликим домішком жаху.
Задіяні у фільмі актори Крістіан Клав'є, Жозіан Баласко і Жерар Жуньо починали свою кар'єру в популярній комічній театральній трупі Splendid.
Фільм вийшов у прокат Франції (350 екранних копій), Росії (298 копій), України, Казахстана та Вірменії.

## Відгуки
Оглядач видання «Ле-Монд» рекомендував глядачам проігнорувати картину через слабкий зміст і відсутність по-справжньому страшних моментів.
Газета «Ліберасьйон» відзначила спочатку вузькі рамки, в які був поставлений ремейк, а також посварила «Червоний готель» за вульгарність.

## Касові збори
У Франції «Червоний готель» подивилося понад 799 тис. глядачів, збори склали понад 6,5 млн дол. (рентабельність кінострічки склала  лише 30 %).